# ROBO2
ROBO2‏ (Roundabout guidance receptor 2) هوَ بروتين يُشَفر بواسطة جين ROBO2 في الإنسان.